# Proganochelys
Proganochelys var ett släkte sköldpaddsliknande kräldjur som levde under slutet av trias. Fossil av Proganochelys har påträffats i Tyskland, Grönland, Thailand och USA.
Proganochelys blev omkring en meter lång. Den hade likheter med moderna landlevande sköldpaddor, men kunde inte dra in ben eller huvud i skalet, och hade hårda knoppar på huvud och hals. Kroppen var kort och bred och det kupade skalet var uppbyggt av omkring 60 plåtar.